# تک: قهرمانان دبیرستان
تک: قهرمانان دبیرستان (انگلیسی: One: High School Heroes؛ کره‌ای: ONE: 하이스쿨 히어로즈) مجموعه تلویزیونی محصول کره جنوبی سال ۲۰۲۵ در ژانر اکشن و بلوغ به کارگردانی لی سونگ ته و با بازی لی جونگ ها و کیم دو وان است. این مجموعه از ۳۰ مه تا ۱۳ ژوئن ۲۰۲۵ از پلتفرم ویو پخش شد.

## خلاصه داستان
این درام اکشن مدرسه‌ای داستان دانش‌آموز نمونه‌ای را روایت می‌کند که پیش‌تر تنها بر درس خواندن تمرکز داشت، اما درگیر قلدری در مدرسه و خشونت خانگی می‌شود و ناگزیر به انتخابی سرنوشت‌ساز دست می‌زند. گروهی با نام «قهرمانان دبیرستانی» متشکل از شخصیت‌های اصلی داستان، به حمایت از قربانیان خشونت در مدارس می‌پردازند.

## بازیگران

### اصلی
- لی جونگ ها در نقش کیم یی گیوم[۲]
- کیم دو وان در نقش کانگ یون کی[۳]

### مکمل
- کیم سانگ هو در نقش کیم سوک ته[۴]
- کیم جو ریونگ در نقش میونگ دا بین[۵]
- شین هیون سو در نقش کیم سو گیوم
- ایم سونگ کیون در نقش کیم سونگ جون
- لیم هیون ته در نقش چوی هونگ ایل[۶]
- یوک جون سو در نقش لی گول جه[۷][۸]
- یو هی جه در نقش چوی گی سو
- شین جه هی در نقش کی یون
- هونگ مین گی در نقش کیم نام هیوپ
- شین جون سوپ در نقش نام سونگ شیک
- کیم جونگ گو در نقش پدربزرگ یی گیوم
- لی چان هیونگ در نقش سونگ ووک
- یون هیون سو در نقش جی سونگ

## قسمت‌ها
| قسمت | عنوان قسمت             | تاریخ پخش    |
| ---- | ---------------------- | ------------ |
| ۱    | «واکمن»                | ۳۰ مه ۲۰۲۵   |
| ۲    | «اتاق اورژانس»         | ۳۰ مه ۲۰۲۵   |
| ۳    | «امتیازها»             | ۳۰ مه ۲۰۲۵   |
| ۴    | «نقاب قهرمان»          | ۳۰ مه ۲۰۲۵   |
| ۵    | «ابرقهرمانان دبیرستان» | ۶ ژوئن ۲۰۲۵  |
| ۶    | «آدم بد»               | ۶ ژوئن ۲۰۲۵  |
| ۷    | «رؤیا»                 | ۱۳ ژوئن ۲۰۲۵ |
| ۸    | «قهرمانان»             | ۱۳ ژوئن ۲۰۲۵ |

## تولید
تصویربرداری اصلی این مجموعه در اوت ۲۰۲۳ آغاز شد و در سال ۲۰۲۴ به پایان رسید.

## انتشار
این مجموعه از ۳۰ مه ۲۰۲۵ از پلتفرم ویو منتشر شد.